# Cantone di Fougères-1
Il Cantone di Fougères-1 è una divisione amministrativa dell'arrondissement di Fougères-Vitré e dell'arrondissement di Rennes.
È stato costituito a seguito della riforma approvata con decreto del 18 febbraio 2014, che ha avuto attuazione dopo le elezioni dipartimentali del 2015.

## Composizione
Comprende parte della città di Fougères e i 19 comuni di:
- Billé
- La Chapelle-Saint-Aubert
- Combourtillé
- Dompierre-du-Chemin
- Gosné
- Javené
- Lécousse
- Livré-sur-Changeon
- Mézières-sur-Couesnon
- Parcé
- Romagné
- Saint-Aubin-du-Cormier
- Saint-Christophe-de-Valains
- Saint-Georges-de-Chesné
- Saint-Jean-sur-Couesnon
- Saint-Marc-sur-Couesnon
- Saint-Ouen-des-Alleux
- Saint-Sauveur-des-Landes
- Vendel